# Fédération d'athlétisme de Bosnie-et-Herzégovine
La Fédération d'athlétisme de Bosnie-et-Herzégovine (en serbo-croate Atletski savez Bosne i Hercegovine, ASBIH) est la fédération d'athlétisme de la Bosnie-Herzégovine, créée à la suite de l'éclatement de la Yougoslavie, elle fait remonter sa fondation à 1946, alors qu'elle n'est affiliée à l'IAAF que depuis 1993. Son siège est à Sarajevo. Elle est membre de l'ABAF (Association of Balkan Athletic Federations) et participe aux Championnats des Balkans depuis 1999.